# Mehmet Scholl
Mehmet Tobias Scholl (Karlsruhe, 1970. október 16. –) német-török származású, német válogatott labdarúgó. Pályafutása során megnyerte az 1995–1996-os UEFA-kupát, az 1996-os Európa-bajnokságot és a 2001-es UEFA Bajnokok Ligáját, valamint nyolc német bajnokságot a Bayern Münchennel. Minden idők legsikeresebb német játékosa Oliver Kahnnal.

## Pályafutása

### Játékosként
Scholl játszott a SV Nordwest Karlsruhe csapatában (1976-1982) és a Karlsruher SC-nél (1982-1992), mielőtt csatlakozott a Bayern München csapatához 1992 júliusában. Ő viselte a Bayernben a 7-es mezt az egész karrierje alatt. 2007-ben visszavonult a profi labdarúgástól. 15 szezont húzott le a Bayernben és ez idő alatt 468 mérkőzést játszott és ezeken 116 gólt szerzett.
A Bundesliga egyik legsikeresebb játékosok, nyolc alkalommal nyert bajnokságot. 1990. április 21-én, mindössze 19 évesen debütált a Karlsruher SC-nél a 78. percben lépett pályára egy idegenbeli mérkőzésen a Köln ellen, és azonnal szerezte első gólját a 90. percben, csapatának pedig az ötödik gólt a mérkőzésen. 98 gólt szerzett a Bundesligéban (11 gól Karlsruhében, 87 gól a Bayernben), a 392 Bundesliga fellépésén (58 Karlsruhe, 334 Bayern). Schollt dicsérték a technikai képességéért, a kreatív játékáért és a szabadrúgásaiért. 2005 májusában a rajongók szavazatai alapján beválasztották minden idők 11 legnagyobb Bayern játékosai közé.

### Válogatott
Scholl 36 mérkőzésen szerepelt a német válogatottban 1995 és 2002 között és nyolc gólt jegyzett. Tagja volt az 1996-os Európa-bajnokságot megnyerő válogatottnak. Scholl is pályára lépett mind három mérkőzésén a válogatottnak a 2000-es Európa-bajnokságon.
Többször szenvedett sérüléseket pályafutása során, amely megakadályozta abban, hogy rendszeres tagja legyen a válogatottnak, végül a 2002-es világbajnokság előtt visszavonult a válogatottból. Scholl az egyik legsikeresebb német játékos, aki sosem szerepelt világbajnokságon. Gyakran nem játszotta végig a mérkőzéseket és a legtöbbet lecserélt játékos a FC Bayern München történetében.

### Edzőként
2009. április 27-én kinevezték ideiglenes vezetőedzőnek a FC Bayern München II csapatához, előtte a Bayern München Junior Csapatánál edzősködött. 2010. április 23-án elhagyta a FC Bayern München II csapatát, 18 év után elköszönt a Bayern München csapatától.
2008 tavaszán megszerezte az edzői B licencet, majd a 2009-es év végén a A-licencet is sikerült megszereznie.

## Sikerei, díjai
Bayern München
- Német bajnok: 1993-94, 1996-97, 1998-99, 1999-20, 2000-01, 2002-03, 2004-05, 2005-06
- Német kupa: 1997-98, 1999-20, 2002-03, 2004-05, 2005-06
- Német ligakupa: 1997, 1998, 1999, 2000, 2004
- Bajnokok ligája: 2000-01
- UEFA-kupa: 1995-96
- Interkontinentális kupa: 2001

Válogatott
- Európa-bajnokság: 1996

## Fordítás
Ez a szócikk részben vagy egészben  a   Mehmet Scholl című angol Wikipédia-szócikk fordításán alapul.  Az eredeti cikk szerkesztőit annak laptörténete sorolja fel. Ez a jelzés csupán a megfogalmazás eredetét és a szerzői jogokat jelzi, nem szolgál a cikkben szereplő információk forrásmegjelöléseként.